# Citroën C3 Aircross II
Pour les articles homonymes, voir Citroën Aircross et Citroën C3 Aircross.
Ne doit pas être confondu avec Citroën C3 Aircross (Brésil, Inde).
La Citroën C3 Aircross est un crossover citadin à 5 ou 7 places du constructeur automobile français Citroën produit à partir de 2024.

## Présentation
La seconde génération de Citroën C3 Aircross est présentée le 18 avril 2024.

## Caractéristiques techniques
La Citroën C3 Aircross est basée sur la plateforme technique modulaire économique Smart Car du groupe Stellantis inaugurée par la 4e génération de C3,. La version européenne est une amélioration du modèle éponyme à bas coût, fabriqué en Inde et au Brésil depuis 2023 pour les marchés émergents.
Le crossover est disponible en version 5 ou 7 places.

Il est le clone de l'Opel Frontera de troisième génération. Il s'agit du véhicule à 7 places le plus court du marché européen, avec son clone Opel.

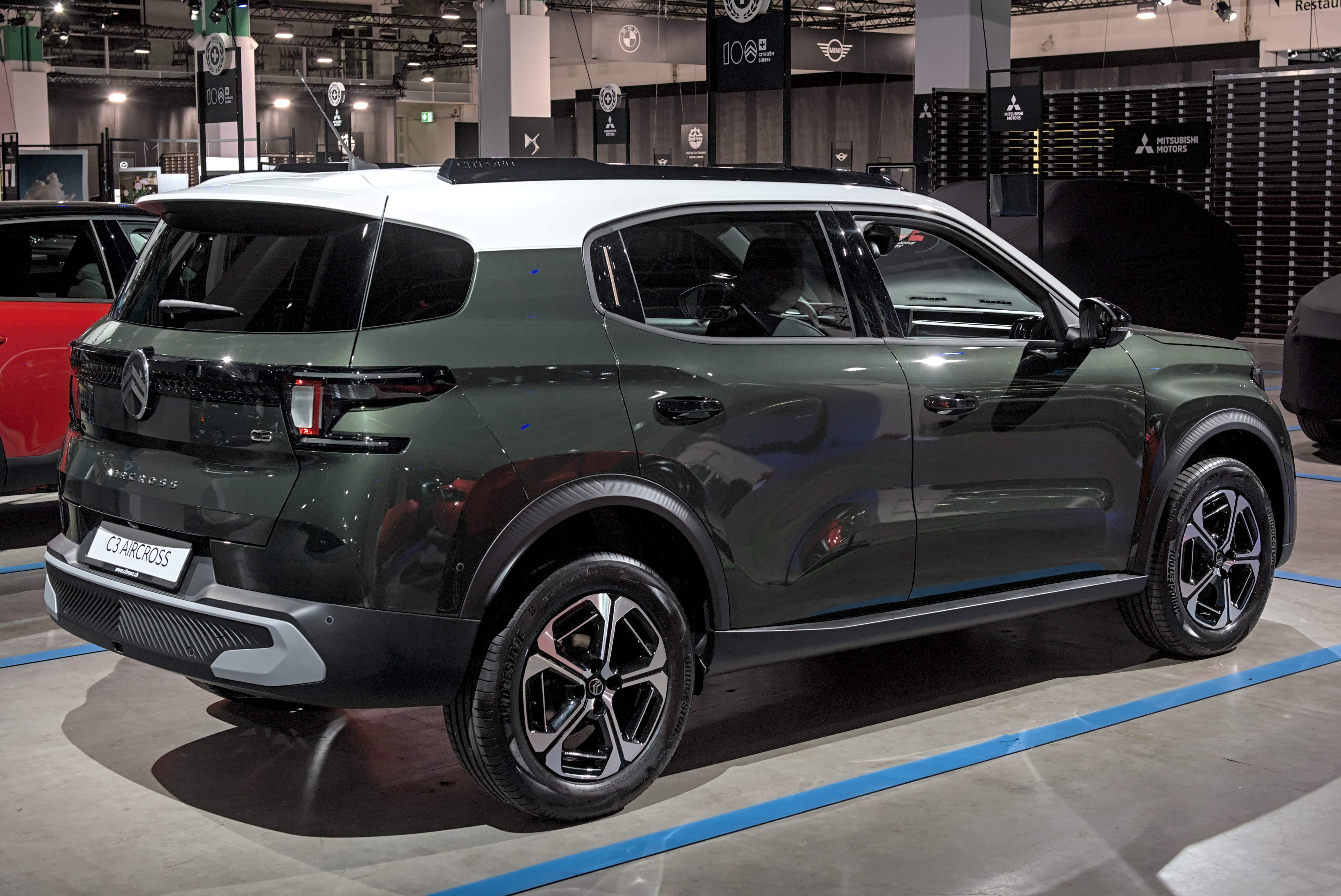
Vue de l'arrière
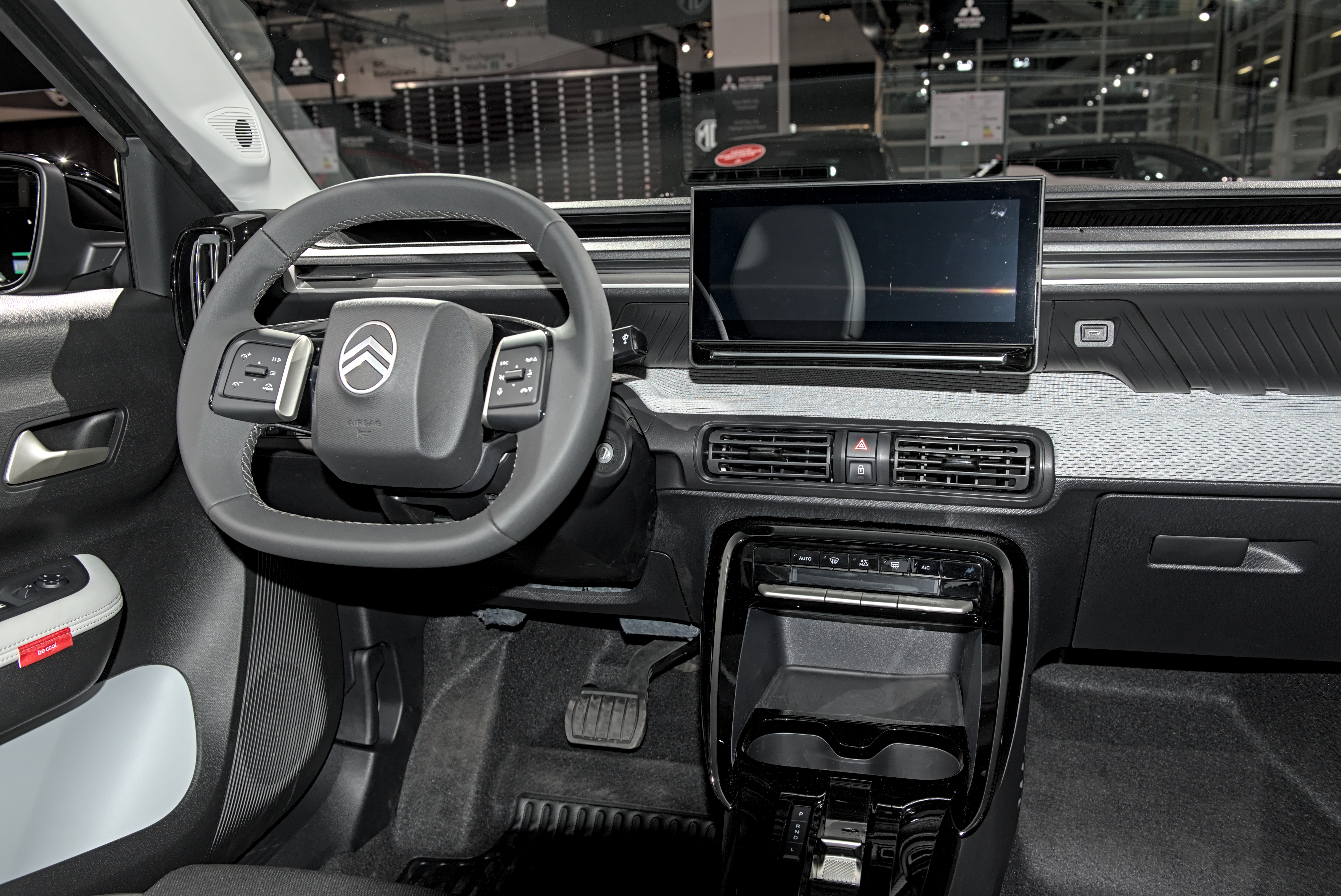
Intérieur

## Finitions
- You[6]
- Plus
- Max

Option 7 places
- Plus
- Max